# Canapé (mueble)

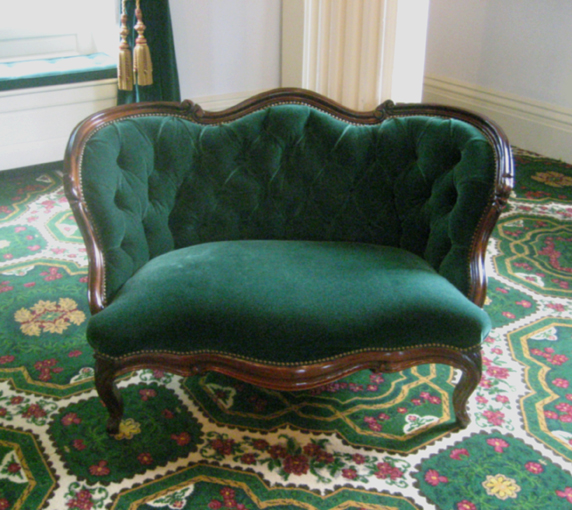
Un canapé, entregado al capitolio de Vermont en 1859.

Un canapé es un mueble similar a un sofá. Se caracteriza por la presencia de brazos y por ser acolchado en el asiento y en el respaldo. Este mueble surgió durante el reinado de Luis XIV en Francia en el siglo XVII.